# Gromadzice (województwo świętokrzyskie)
Gromadzice – wieś w Polsce, położona w województwie świętokrzyskim, w powiecie ostrowieckim, w gminie Bodzechów.
W latach 1975–1998 miejscowość administracyjnie należała do województwa kieleckiego.

## Integralne części wsi
| SIMC    | Nazwa    | Rodzaj    |
| ------- | -------- | --------- |
| 0229406 | Dwór     | część wsi |
| 0229412 | Jeziorko | część wsi |
| 0229429 | Poręba   | część wsi |
| 0229435 | Zagaje   | część wsi |

## Historia
W chwili obecnej trudno określić, kiedy osadnictwo w rejonie obecnej wsi Gromadzice przyjęło formę zorganizowaną. W zachowanych źródłach można znaleźć informacje, że na przełomie XIV i XV wieku w Gromadzicach funkcjonował już folwark i zakłady garncarskie.
Pierwszym wzmiankowanym dziedzicem Gromadzic, żyjącym na przełomie XIV i XV w., był Stanisław herbu Wieniawa. Po Stanisławie folwark przejął jego syn Heronim, a następnie jego potomkowie: Heronim, Łukasz i Stanisław. Według kilku różnych źródeł, w XV wieku Gromadzice miały jednocześnie siedmiu dziedziców: pięciu Straszów herbu Odrowąż i dwóch Gromadzkich herbu Wieniawa; znajdował się tu wtedy młyn na rzece Skarzynie (współcześnie: Kamionka).
W 1784 roku miejscowość administracyjnie należała do powiatu i województwa sandomierskiego i była własnością Ignacego Grodzieckiego, cześnika pilzneńskiego.
Zespół dworski powstał prawdopodobnie w I. połowie XIX wieku, otoczony parkiem o powierzchni ok. 1,5 ha. Dwór położony był w mocno zróżnicowanym terenie lessowym pokrytym parowami i skarpami z kamiennymi murkami oporowymi. Do parku przylegała istniejąca do dziś kapliczka z przełomu XIX i XX wieku. Do czasów współczesnych zachowały się jedynie pozostałości założenia parkowego z okazami starodrzewu lipowego i kasztanowego. Na miejscu dworu wybudowano w roku 1946 szkołę podstawową. W obrębie dawnych zabudowań dworskich zachowały się ruiny stodoły, obór i zabudowań gospodarskich. O młynie wodnym, wzniesionym jeszcze za czasów Gromadzkich, można znaleźć informacje w kronikach Jana Długosza. Na podstawie przekazów ustnych wiadomo, że jeden z istniejących młynów został doszczętnie zniszczony podczas powodzi w 1929 roku. Dziś istnieją tylko zabudowania po ostatnim z młynów.
W roku 1819, zgodnie z ówcześnie panującą tendencją, właściciele Gromadzic postanowili uruchomić małą fabrykę ceramiczną. Kilkanaście lat później, Gromadzice były wymieniane jako jeden z 53 ośrodków garncarsko-ceramicznych regionu świętokrzyskiego obok Ćmielowa, Denkowa, Kunowa i Staszowa. Założycielem i pierwszym właścicielem fabryki był Wyszyński. Następnie zakład przejął Aleksander Bełdowski, który sprowadził do zakładu znanego angielskiego ceramika i projektanta naczyń, Fryderyka Janslina. W tym czasie fabryka zatrudniała 12 robotników i produkowała rocznie 2800 tuzinów różnych naczyń. Zdobione one były wypukłym reliefem i miały polewy w różnych odcieniach brązu. Wartość produkowanej w Gromadzicach kamionki wynosiła od 1200 rubli srebrnych w roku 1851 do 2500 rubli w roku 1854. Po śmierci Bełdowskiego zakład przejęła jego córka, Paulina Dobiecka herbu Ossorya. Przez kolejne lata zakład pozostawał w posiadaniu Dobieckich.
Wieś Gromadzice w roku 1827 liczyła 25 domostw i 152 mieszkańców, natomiast w roku 1880 było tu już 34 domy i 263 mieszkańców. W okresie tym grunty dworskie zajmowały powierzchnię 927 mórg, natomiast chłopskie 283 morgi.
Według opisu w SgKP była tu w roku 1882 szkoła koronczarska, której wyroby prezentowano na wystawie warszawskiej.
Na terenie Gromadzic znajduje się wiele przejawów kultu religijnego w postaci figurek i krzyży, związanych z burzliwą historią ich mieszkańców w czasie powstań i wojen.

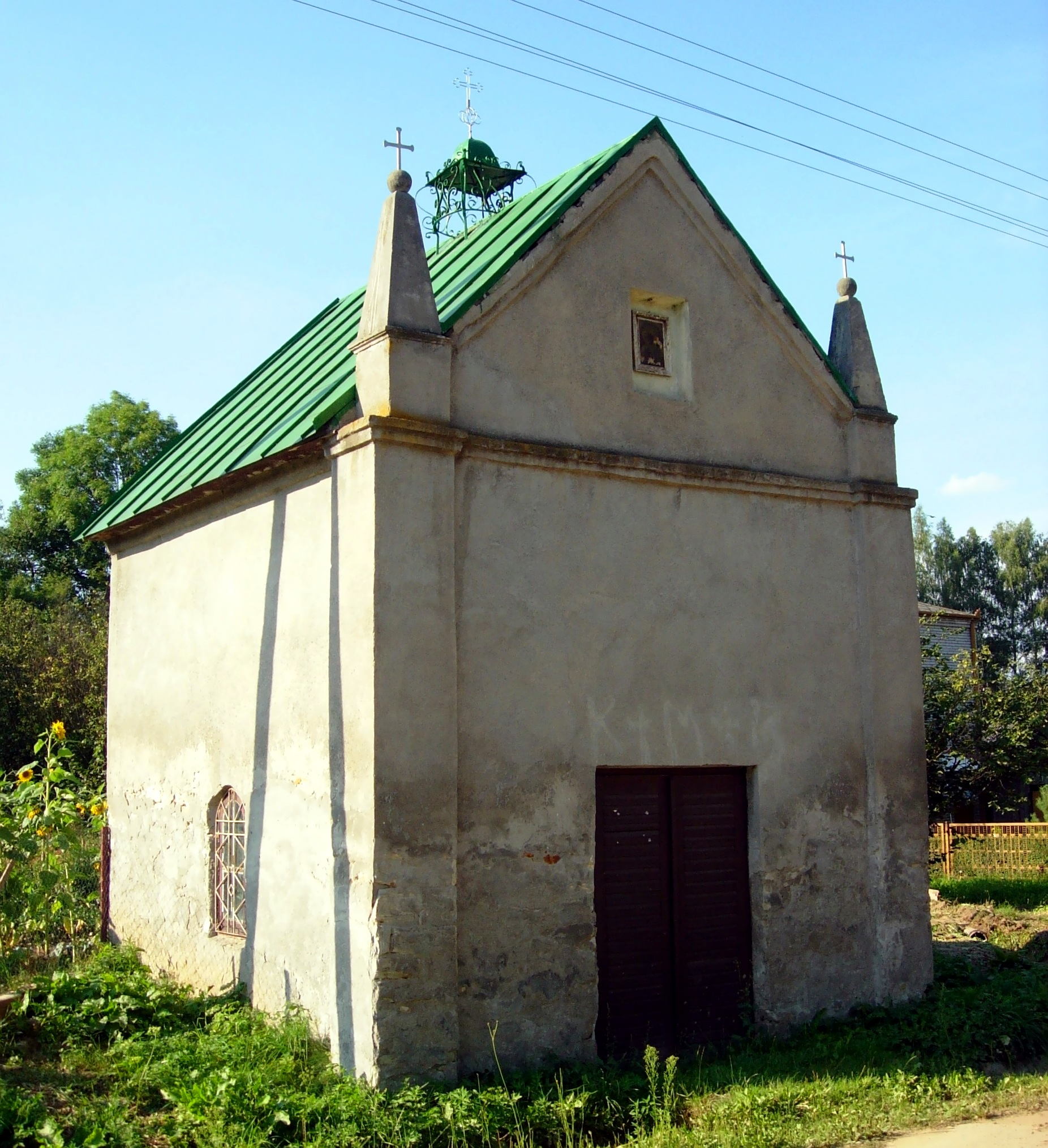

## Zabytki
- Kapliczka z przełomu XIX i XX w.
- Pozostałości zespołu dworskiego z przełomu XIX i XX w.; park oraz dawne zabudowania gospodarcze
- Figura NMP z 1925 roku
- Figura św. Jana Nepomucena z 1825 roku